# FN CAL
A FN CAL (de Carabine Automatique Légère), é uma arma belga feita pela Fabrique Nationale. Ela foi o primeiro fuzil de assalto no calibre 5,56×45mm NATO produzida pela Fabricque Nationale. Se parecia com a bem sucedida FN FAL da mesma empresa, mas tinha um design original.
Este fuzil possui uma alta cadência de tiro, de 850tpm.

## Detalhes do projeto
Antes do desenvolvimento do CAL, a FN já havia construído um protótipo do FAL em escala reduzida antes de arquivar a ideia como não comercializável. Observando o crescente sucesso de vendas do fuzil HK G3, mais barato e mais simples, a FN decidiu que, para qualquer futuro fuzil ser competitivo no mercado, seria necessário usar menos peças caras usinadas com precisão. Estes seriam substituídos por peças fundidas e estampadas mais baratas, sempre que possível. Embora a produção do novo CAL refletisse esses princípios de projeto, ainda era relativamente caro e complexo e não teve vendas significativas. Acabou sendo substituído pelo FN FNC, ainda mais barato. Um pequeno número de FN CAL foi vendido ao mercado civil nos EUA.

## Operação
Embora a arma se assemelhasse a um FN FAL em escala reduzida, na verdade ela usava um ferrolho rotativo, ao contrário do FAL, que usava um projeto de ferrolho basculante. Os modelos anteriores do CAL tinham um sistema seletor de três tiros, que permitia à arma disparar uma rajada de três tiros a cada acionamento do gatilho. O CAL também pode disparar nos modos automático e semiautomático.
A arma usava um pistão de gás de longo curso para operar o porta-ferrolho, e o próprio ferrolho tinha saliências interrompidas para travá-lo na câmara. As alças de travamento eram cortadas diagonalmente em um ângulo acentuado. Assim, enquanto o ferrolho gira para destravar, a face do ferrolho se move lentamente para trás, proporcionando a extração primária do estojo. Característica semelhante pode ser vista na MG 30, MG 15, MG 17 e MG 34.

## Operadores
- Bélgica
- Myanmar: Exército de Libertação Nacional Karen[7]
- Colômbia[7]
- Gabão[4]
- Exército Republicano Irlandês Provisório[8]
- Líbano: Forças Libanesas[4]
- Mali: Movimento Popular de Azauade[9]
- México
- Marrocos: Gendarmeria Real de Marrocos[10]
- Palestina[11][7]
- Tailândia: Polícia Real Tailandesa

### Para testes
- Irã Pahlavi: Testou o CAL para consideração do Exército Imperial Iraniano, mas nunca foi adotado.[12]

- França: Testou o CAL no final dos anos 1960 e início dos anos 1970 para adoção militar. Tinha um sistema de lançamento de granadas de bocal do estilo do MAS-49/56. Mas nunca foi adotado.[13]